# Patrick Logan

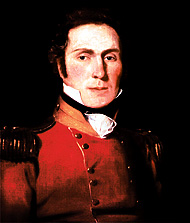
Porträt von Patrick Logan um 1830

Patrick Logan (* 1791 in East Renton, Berwickshire, Schottland; † 17. Oktober 1830 nahe Moreton Bay, Queensland, Australien) war ein britischer Offizier und Kommandant der Sträflingskolonie Moreton Bay in Queensland, Australien. Kommandant der Strafkolonie war er von 1826 bis 1830, als er auf einer Expedition von Unbekannten ermordet wurde. Er war ein sehr guter Verwalter, Kommandant und Forscher, aber bekannt ist er vor allem für seine Brutalität im Umgang mit Gefangenen.

## Patrick Logans Weg nach Moreton Bay
Patrick Logan wurde 1791 als jüngster Sohn von Abraham Logan und Janet Johnstone in East Renton, Schottland, geboren und am 15. November 1791 in Coldingham getauft. Sein Vater war Landbesitzer und Bauer. 1810 trat er als Ensign des 57th Regiment of Foot in die British Army ein, diente im Krieg auf der Iberischen Halbinsel und wurde nach wenigen Jahren zum Lieutenant befördert. Nach dem Sieg über Napoleon in Waterloo und dem Ende der Kriege in Europa hatte das britische Militär zu viele junge Offiziere und wie viele wurde auch Logan 1815 unter Halbsold vom Dienst freigestellt. 1819 nahm er wieder den Dienst auf und wurde in Irland stationiert. Er erkaufte er sich 1823 den Rang eines Captain und heiratete im selben Jahr Letitia O’Beirne, mit welcher er zwei Kinder hatte, Robert Abraham Logan und Letitia Bingham Logan. 1824 wurde das 57th Regiment of Foot mit der Überwachung diverser Sträflingstransporte nach Australien beauftragt. Im April 1825 kam Patrick Logan mit seiner Familie an Bord der Hooghly in Sydney an. Die ersten beiden Jahre verliefen ereignislos, bis sein Regiment im November 1825 nach Moreton Bay, nahe Brisbane, beordert wurde, um das 40th Regiment of Foot abzulösen und Patrick Logan vom Gouverneur Thomas Brisbane zum dortigen Kommandanten ernannt wurde.

## Captain Patrick Logan verändert Moreton Bay
Captain Patrick Logan traf im März 1826 in Moreton Bay ein. Als er die Leitung von Morton Bay übernahm, war die Moreton-Bay-Strafkolonie nicht mehr als ein paar Hütten und zählte 200 Sträflinge. In den nächsten vier Jahren verfünffachte sich jedoch diese Zahl und Patrick Logan stellte seine Fähigkeiten als Administrator des Lagers unter Beweis. Er errichtete eine Siedlung aus Ziegelsteinhäusern, komplett mit Schule und Spital. Auf Forschungsexpeditionen entdeckte er einen Großteil der Umgebung um sein Straflager, heute trägt der Logan River seinen Namen. Nach seinem Tod wurde auch eine Siedlung nach ihm benannt, heute bekannt als Logan City.

## Die Brutalität Logans
Die Schattenseite seines persönlichen Erfolges und den langen Jahren im Militär war sein skrupelloser Umgang mit den Sträflingen. 150 Peitschenhiebe oder Tod durch langsames Hängen waren als normale Bestrafung keine Seltenheit und nicht selten wurden Gefangene zu Tode geprügelt. Moreton Bay war unter Patrick Logan ein Höllenloch, viele der Gefangenen sahen sich dazu gezwungen, sich gegenseitig umzubringen, um seinen Bestrafungen auszuweichen.
Nicht einmal seine Soldaten waren vor ihm sicher, sie wurden auch häufig ausgepeitscht und bekamen den Spitznamen „The Steelbacks“ (die Stahlrücken).
Patrick Logan selbst bekam den Beinamen „Der Tyrann von Brisbane Town“ und wurde von den Unterdrückten in Liedern verewigt. Auch 1999 wurde noch ein Lied über Logan und Moreton Bay geschrieben:
| Textausschnitt aus Moreton Bay von The Volunteers                      |
| In a place called Moreton Bay                                          |
| The Commander's name was Patrick Logan                                 |
| No worse butcher born in Hell had this world ever seen                 |
| He flogged them with the cat 'til the bones showed through their backs |

| Deutsche Übersetzung:                                                    |
| An einem Ort namens Moreton Bay                                          |
| Der Kommandant hieß Patrick Logan                                        |
| Der schlimmste Metzger aus der Hölle den die Welt je gesehen hat         |
| Er schlug sie mit der Peitsche, bis die Knochen aus ihren Rücken ragten. |

Es war seine Brutalität, die ihm in den australischen Geschichtsbücher einen Platz schuf und nicht seine Erfolge als Kommandant und Forscher.

## Sein Tod
Ende 1830 sollte sein Kommando in Moreton Bay enden. Doch bevor er mit seiner Familie nach Sydney zurückkehrte, unternahm er noch eine letzte Expedition in der Region Brisbane River und Stanley River. Die Forschungsreise war eigentlich schon beendet, als Patrick Logan sich vom Rest der Gruppe absetzte und noch einige letzte Forschungen alleine ausführen wollte. Man sah ihn nie wieder lebend. Vier Tage später, als er immer noch nicht aufgetaucht war, wurde ein Suchtrupp entsandt, doch sie fanden nur noch seine Leiche, nackt, in einem flachen Grab, mit eingeschlagenem Kopf und einer Speerwunde am Rücken. Bis heute ist man sich nicht einig, wer für seinen Tod verantwortlich war. Es gibt zwei Theorien: Entweder haben ihn geflohene Sträflinge aus Rache für seine brutale Behandlung ermordet oder australische Ureinwohner, Aborigines, welche Land und Jagdgründe an ihn verloren hatten, haben ihn getötet.